# カンパニー・メン
『カンパニー・メン』（The Company Men）は、ジョン・ウェルズ監督・脚本・製作によるアメリカ合衆国の映画である。2010年1月22日に第26回サンダンス映画祭でプレミア上映され、その約1年後の2011年1月21日に北米で一般公開された。

## あらすじ
リーマン・ショックを機にリストラされたエリートサラリーマンが仕事や家族について見つめ直すヒューマンドラマ。

## キャスト
- ボビー・ウォーカー - ベン・アフレック
- ジャック・ドラン - ケビン・コスナー
- フィル・ウッドワード - クリス・クーパー
- ジーン・マクラリー - トミー・リー・ジョーンズ
- マギー・ウォーカー - ローズマリー・デウィット
- サリー・ウィルコックス - マリア・ベロ
- ジェームズ・サリンジャー - クレイグ・T・ネルソン
- ダニー - イーモン・ウォーカー

## 製作
本作はジョン・ウェルズの長編映画監督デビュー作品である。監督の他に脚本、製作も担当している。プロジェクトは2008年1月、新設された製作会社であるバーク/レーン・エンターテインメントより発表された。2008年9月にベン・アフレックがキャストに加わった。2009年3月までにケビン・コスナーとトミー・リー・ジョーンズも加わり、翌月にマサチューセッツ州ボストンで製作が始まり、6月に完了した。一部の撮影は、ボストンのロックスベリーや郊外のウェルズリー、フレイミングハム、クインシーで行われた。

## 公開
ワールドプレミアは2010年1月26日に第26回サンダンス映画祭で行われ、ワインスタイン・カンパニーによって買いつけられた。
2010年12月10日にロサンゼルスとニューヨークのみで公開され、第83回アカデミー賞の候補条件を満たすように1週間上映された。翌2011年1月21日、アメリカ合衆国とカナダの106劇場で限定公開された。

## 評価
批評家には概ね高評価され、Rotten Tomatoesでは150のレビュー中67%の支持率で、平均点は10点満点中6.4点となった。

### 映画賞ノミネート
| 賞                                     | 部門                 | 対象者                   | 結果       |
| -------------------------------------- | -------------------- | ------------------------ | ---------- |
| サテライト賞                           | 映画助演男優賞       | トミー・リー・ジョーンズ | ノミネート |
| シカゴ映画批評家協会賞                 | 有望映画製作者賞     | ジョン・ウェルズ         | ノミネート |
| ダラス・フォートワース映画批評家協会賞 | 助演男優賞           | クリス・クーパー         | ノミネート |
| ニューヨーク映画批評家オンライン賞     | 新人監督賞           | ジョン・ウェルズ         | 受賞       |
| ゴッサム賞                             | ブレイクスルー監督賞 | ジョン・ウェルズ         | ノミネート |